# Olga Bogomolets
Pour les articles homonymes, voir Bogomolets.
Olga Bogomolets (ukrainien : Ольга Богомолець, Olha Bohomolets), née le 22 mars 1966 à Kiev, est une médecin et personnalité politique ukrainienne.
Elle est une figure notable de la société civile ukrainienne. Elle est la fondatrice et médecin-chef de l'Institut de dermatologie et de cosmétologie, députée au parlement ukrainien depuis 2014, et conseillère du président sur les questions humanitaires et de santé. 

## Biographie

### Carrière professionnelle
Olga Bogomolets est issue d'une famille de médecins, d’ascendance noble. En 1989, elle est diplômée de l'Institut de médecine de Kiev. En 1993-1994, elle étudie aux États-Unis, à l'Université de médecine de Pennsylvanie puis à l'Institut de dermatopathologie Bernard Ackerman, de Philadelphie.
À son retour, elle ouvre sa propre clinique de médecine laser, devenue l'Institut de dermatologie et de cosmétologie. Elle signe un certain nombre de travaux de recherche en dermatologie. Elle est l'organisatrice de la journée nationale de campagne contre le mélanome. En 2012, elle lance un projet de télémédecine.
De décembre 2004 à octobre 2005, elle est le médecin personnel de Victor Iouchtchenko, président de l'Ukraine.

### Carrière politique
Olga Bogomolets prend une part active à la révolution ukrainienne de février 2014. En novembre 2013, elle encourage ses élèves à prendre part aux manifestations de l'EuroMaidan. Elle organise le service médical pendant les manifestations et se trouve aux premières loges quand des dizaines de personnes sont tuées en février 2014. Cette activité lui vaut d'être honorée par le prix de la fondation Lech Walesa en 2014, avec d'autres participants.
Après la révolution, elle se présente, sans étiquette mais avec le soutien du Parti socialiste d'Ukraine, à l'élection présidentielle ukrainienne de 2014,. Elle obtient 1,91% des voix. En septembre, elle est nommée conseillère du président élu Petro Porochenko. Aux élections législatives ukrainiennes de 2014 elle est élue députée sur la liste électorale du bloc Petro Porochenko. En décembre 2014, elle est nommée présidente de la commission parlementaire sur la santé. En 2015, Olga Bogomolets lance notamment une plate-forme publique d'assistance pour aider les familles des personnes tuées lors de la révolution puis lors de la guerre du Donbass (2014-2015).
Elle est candidate à l’élection présidentielle de 2019.

## Activités artistiques
Olga Bogomolets est également connue en tant que chanteuse. Elle reprend des textes de poètes ukrainiens (Lina Kostenko, Olena Teliga etc.) ou de sa propre plume. Elle remporte des concours nationaux (Oberig) et internationaux (Sopot, en Pologne, et les Voiles Blanches, en Ukraine), ou encore le prix spécial de Radio Liberté en 1991. 

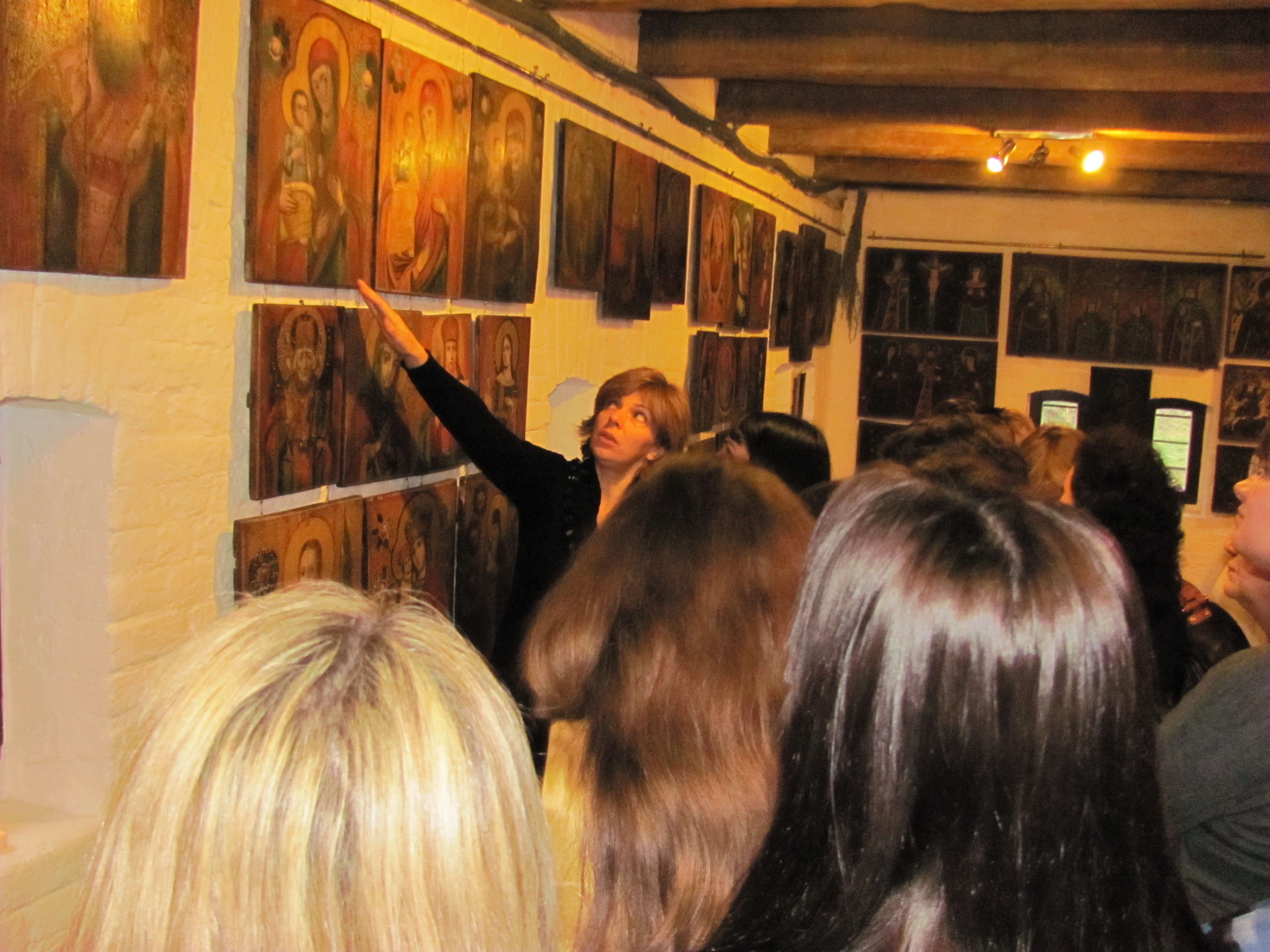
Olga Bogomolets montre sa collection à des visiteurs du château Radomysl

Elle organise des expositions d'icônes ukrainiennes de sa propre collection, dans le but de défendre la culture ukrainienne. Elle est la fondatrice du complexe historique et culturel "Le château Radomysl", ouvert en 2007.
Plus généralement, Olga Bogomolets organise et participe à des campagnes civiques de défense du patrimoine historique et culturel ukrainien.

## Vie personnelle
Olga Bogomolets est mariée et a quatre enfants – un fils et trois filles.